# Walter de Mulder
Walter De Mulder (Sint-Amandsberg, 2 januari 1933 - Gent, 14 juli 2022) was een Belgische fotograaf, medeoprichter van het Centrum voor Creatieve fotografie in Gent, curator en docent. Hij fotografeerde het Vlaamse dagelijks leven, de leefwereld van mensen en landschappen, de oprukkende industrialisering, maar ook kunstenaars.
De Mulders fotografie heeft een bijdrage geleverd aan het visuele geheugen van Vlaanderen. Zijn techniek, het vermogen om de essentie van onderwerpen vast te leggen en de aandacht voor het verdwijnende landelijke Vlaanderen hebben zijn werk tijdloos gemaakt.

## Werk
Na een periode bij de fotogravureafdeling van de krant Het Volk en een leercontract bij een Gentse fotograaf, ontwikkelde De Mulder een eigen stijl. Tijdens zijn militaire dienst raakte hij gefascineerd door de vooruitstrevende fotografie van de Duitser Otto Steinert. In 1955 nam hij deel aan cursussen en werkte hij samen met fotografen zoals Marta Hoepffner en Kurt Leinen.
In de jaren 1970 was De Mulder huisfotograaf van De Bond, een tijdschrift van de Gezinsbond. Zijn foto's van alledaagse taferelen bieden inzicht in het familieleven in Vlaanderen tijdens die periode. Het vastleggen van het dagelijks leven stond centraal in De Mulders carrière. Zijn werk had een algemeen karakter en een sociale dimensie, waarbij hij gebeurtenissen en mensen respectvol vastlegde. Een breed publiek waardeerde zijn foto's en hij gaf les aan kunstscholen zoals het Sint-Lucasinstituut in Gent en Brussel en aan de academie in Sint-Niklaas.
In 1985 werd het fotoboek Kijk op het groene Vlaanderen met foto's van De Mulder uitgegeven. Andere te noemen thema's zijn 'De vader van de bruid', 'Journalistieke portretten van buitenlandse fotografen' en 'Maestro', een verzameling foto's van buitenlandse dirigenten gemaakt tussen 1973 en 2000.

### Menselijke ervaring
Walter De Mulder was een fotograaf die de persoonlijke beleving wilde vastleggen en het vervagende landelijke Vlaanderen documenteerde. Het boek Land en gezicht in Vlaanderen uit 2005 bundelde 255 foto's. Het toont voornamelijk beelden van het landelijke West- en Oost-Vlaanderen in de jaren 1960 en 1970. De Mulder bracht de opkomst van de industrialisering in Vlaanderen mee tot uiting. Het boek bevat teksten van De Mulder zelf en Maurits, en bied een nostalgische kijk op het traditionele leven van die tijd. Het werk heeft historische waarde, het is een document van de Vlaamse geschiedenis.
Wat De Mulder onderscheidde, was zijn scherp oog voor gewone mensen en zijn kunnen om hun leven vast te leggen, zowel in huiselijke omgevingen als op straat en op de werkplek. Zijn indringende portretten van fabrieksarbeidsters getuigen hiervan.
Als estheet staat De Mulder bekend om zijn gebruik van zacht, natuurlijk licht en  grijstinten, het is kenmerkend voor zijn werk. Deze visuele elementen voegen een gevoel van tijdloosheid en schoonheid toe aan zijn foto's. Zijn werk met als onderwerp het verdwijnende landelijke Vlaanderen is als een kroniek, waarbij hij met een kritische blik de veranderingen in de omgeving vastlegde die voortkwamen uit de moderniteit.
Fotograferen is volgens De Mulder de heimwee van morgen verzamelen. Een goede fotograaf is volgens hem nooit een voyeur in de slechte zin van het woord, maar wel de vertaler van het kijken, het zien, het leven, het aanvoelen.

### Portretten
Naast zijn focus op gewone mensen en het Vlaamse platteland, was De Mulder ook portretfotograaf van Vlaamse en andere kunstenaars. Hij maakte portretten van figuren zoals Hugo Claus en Gaston Burssens. Verder  legde hij internationaal bekende fotografen zoals Brassaï en Cartier-Bresson vast. Dirigenten zoals Claudio Abbado, Nikolaus Harnoncourt, Simon Rattle en Herbert von Karajan fotografeerde hij tijdens repetities.
De Mulders werk omvatte veel huwelijksreportages, waarbij hij in zijn project 'De vader van de bruid' opmerkte dat vaders vaak aan de zijlijn stonden en toekeken. Hij besefte dat het verloren zou gaan als hij hetgeen dat niet gefotografeerd werd, niet zou vastleggen. Daarom maakte hij het zijn missie om momenten en emoties vast te leggen. Hoewel aanvankelijk beschouwd als alledaagse fotografie, slaagde De Mulder erin de reportages te transformeren tot meer universele en sociale beelden. Zijn foto's legden niet alleen de gebeurtenissen vast, maar gaven ook een diepere betekenis aan de momenten. Fritz Kempe, een figuur in de Duitse fotografie, raakte geïnteresseerd in het werk, en De Mulder exposeerde zijn huwelijksfoto's onder de titel "Bruiloft in Vlaanderen" in de Staatliche Landesbildstelle in Hamburg.

## Bekroningen
In 1964 ontving De Mulder als eerste Belgische fotograaf drie prijzen in de World Press Photo-catalogus voor zijn foto's over de intrede van een novice in een begijnhof. Kal Pawak nam hem als de enige Belg op in de Wereldtentoonstelling 'Het Kind'. 

## Publicaties
- De abdij van Dendermonde, 1973
- Een kind is wat het is, 1979
- Portretten van Kunstenaars, 1982
- Kijk op het Groene Vlaanderen, 1985
- Een verhaal van vrijheid en macht, 1987
- J. Bilquin: naar de gestalte, 1988
- Maurits en Marcel, 2001
- Gezicht en land van Vlaanderen, 2005[9]